# Arkys grandis
Arkys grandis là một loài nhện trong họ Araneidae.
Loài này thuộc chi Arkys. Arkys grandis được miêu tả năm 1978 bởi Balogh.